# Svart grouper
Svart grouper ('Mycteroperca bonaci) är en art i familjen havsabborrfiskar som finns i västra Atlanten. 

## Utseende
En långsträckt fisk med den tvådelade ryggfena som är typisk för havsabborrfiskarna; främre delen är hård och består endast av taggstrålar (11 hos denna art), medan bakre delen är mjukare, enbart uppbyggd av mjukstrålar (15 till 17). Analfenan har en liknande uppbyggnad med 3 taggstrålar och 11 till 13 mjukstrålar. Bröstfenorna består endast av 16 till 17 mjukstrålar. Analfenorna och bukfenorna har rundade kanter, medan stjärtfenans bakkant är tvärt avhuggen. Färgen är gråaktig till mörkbrun, med täta, oregelbundna, brons- till mässingsfärgade fläckar skilda åt av ett blåaktigt nät. Ibland kan den även ha 7 till 8 kolumner med mörka, fyrkantiga markeringar längs kroppens övre del. Bröstfenorna är mörkbruna, gradvis ljusnande till brandgult mot kanterna, medan analfenorna, ryggfenans bakre del och främre delen av bukfenorna har mörka kanter. Arten kan som mest bli 150 cm lång (även om omkring 70 cm är en normal längd) och väga 100 kg.

## Vanor
Den svarta groupern är en ensamlevande, skygg art som uppehåller sig kring korall- och klipprev på djup mellan 6 och 75 m. i North Carolina och South Carolina har ungfiskar iakttagits bland ostrongrus och i sjögrässamlingar i flodmynningar. De vuxna fiskarna livnär sig främst på fiskar, medan ungfiskarna tar kräftdjur. Högsta konstaterade ålder är 33 år.

### Fortplantning
Arten är hermafrodit med könsväxling, som börjar sitt liv som hona. Olika studier har visat att denna blir könsmogen vid en genomsnittsålder av drygt 5 år, motsvarande en längd mellan 72 och 109 cm, samt byter kön vid en medelålder av 15,5 år och en längd varierande från 85 till 122 cm. Arten formar stora flockar inför leken. Denna sker troligen året om, men man har konstaterat en topp mellan april och september i Brasilien och december till mars i Florida och i Mexikanska golfen. Vid Kuba förefaller lekperioden inskränka sig till november till maj, med toppar i november och februari.

## Betydelse för människan
Den svarta groupern anses vara en utmärkt matfisk, och den är föremål för ett betydande kommersiellt fiske, framför allt i Mexikanska golfen och Sydatlanten. Den är även en populär sportfisk. Dock finns uppgifter om att den har orsakat ciguateraförgftning.

## Status
Arten är klassificerad som nära hotad ("NT") av IUCN, och beståndet minskar. Främsta orsakerna är överfiske och dåliga vattenförhållanden (sedimentering) i yngelområdena.

## Utbredning
Utbredningsområdet omfattar västra Atlanten från Bermuda och Massachusetts i USA över södra Mexikanska golfen, Florida Keys, Bahamas, Kuba och Västindien till nordöstra kommunen Natal i Brasilien.